# Colette Picard
Pour les articles homonymes, voir Picard (homonymie).
Colette Picard (née Colette Durand le 30 octobre 1913 à Paris et morte le 11 octobre 1999 à Versailles) est une historienne et archéologue française. 

## Biographie et famille
Elle était l'épouse de Gilbert Charles-Picard, et la mère d'Olivier Picard, helléniste qui a été directeur de l'École française d'Athènes et est membre de l'Institut.

## Travaux
Conservatrice du site archéologique de Carthage, elle procède à des fouilles sur la colline de Byrsa en 1947.